# Dusseldorp (bedrijf)
Dusseldorp is een Nederlands bedrijf met verschillende activiteiten in de grond, weg- en waterbouw, sloop, asbestsanering en (water)bodemsanering.

## Geschiedenis
Het bedrijf Dusseldorp is in 1949 opgericht door Th.R.M. Dusseldorp in Lichtenvoorde. Het begon toen als puintransportbedrijf annex zand- en grinthandel. Sinds 2015 valt het onder ReintenInfra BV

## Acitviteiten
Het bedrijf Dusseldorp is gespecialiseerd in *Infra-, sloop- en milieutechniek: hierbij hoort bijvoorbeeld het aanleggen van straten, het verwijderen van asbest, het slopen van gebouwen en het saneren van vervuilde locaties.

## Vestigingen
De hoofdvestiging staat in Lichtenvoorde. Verder zijn er diverse andere vestigingen, zoals in Borne, Deventer, Zutphen, Doetinchem, Eibergen en Tolbert.